# Alfa Romeo 4C
L'Alfa Romeo 4C est une voiture sportive produite par le constructeur automobile italien Alfa Romeo de 2013 à 2021. La 4C est préfigurée par le concept car présenté au salon international de l'automobile de Genève 2011, puis au salon de Francfort et la version définitive a été présentée au salon de Genève en mars 2013. Une version de lancement est disponible depuis septembre 2013, la 4C Launch Edition.
La gamme 4C comprend trois versions :
- Coupé : versions Europe et États-Unis ;
- Spider, version unique.

## Alfa Romeo 4C Coupé

### Présentation

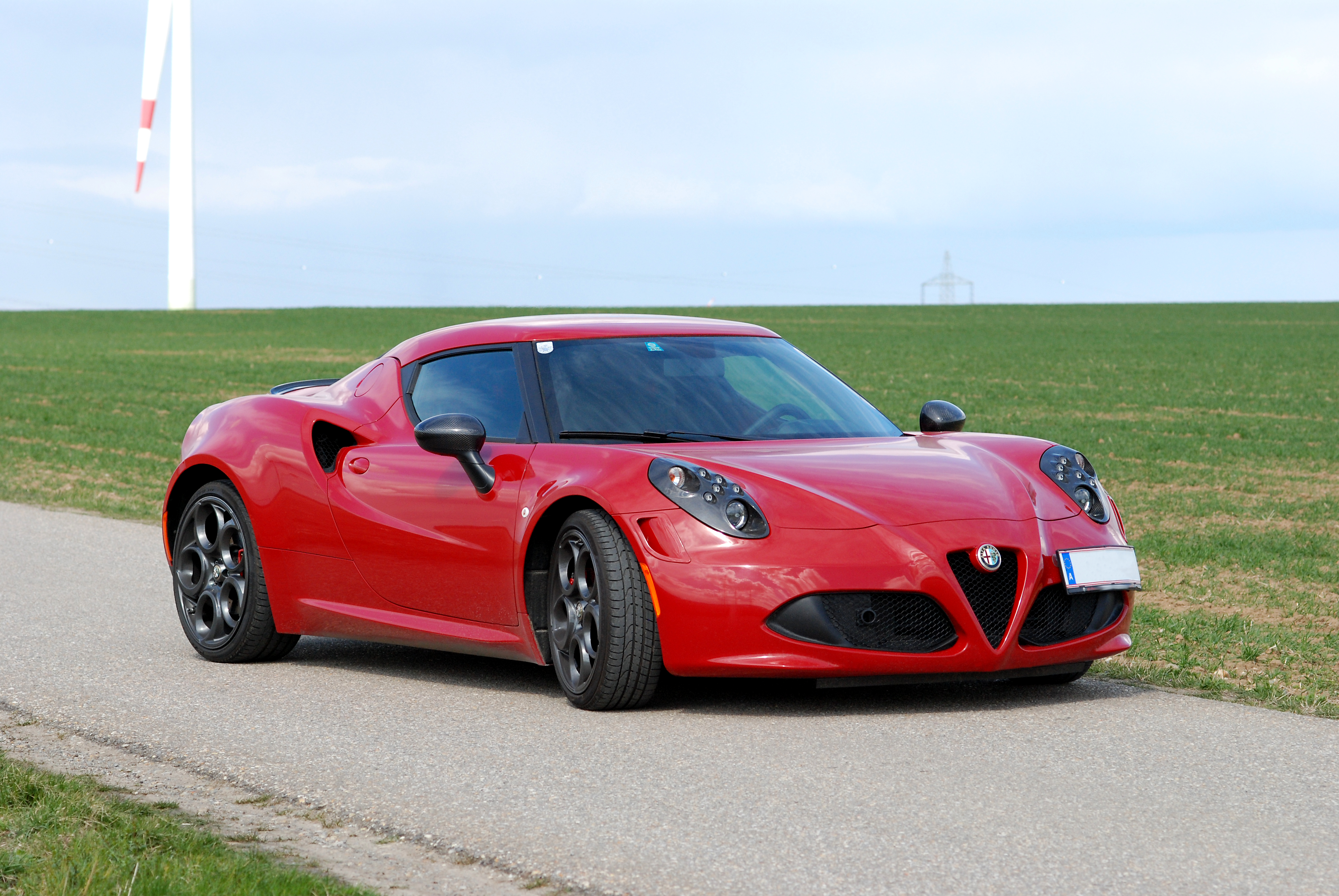
La version européenne de la 4C.

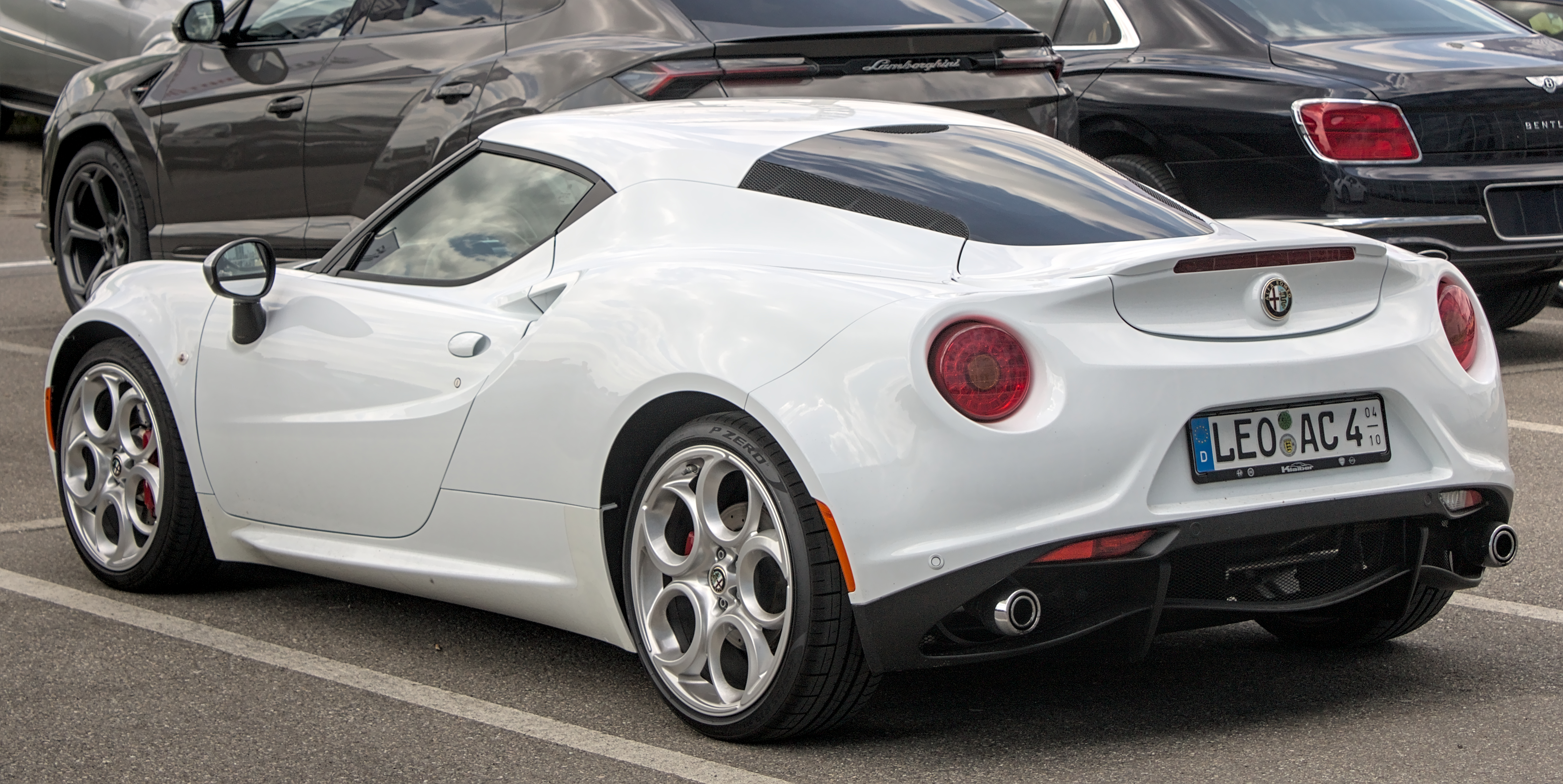
Vue de l'arrière.

L'Alfa Romeo 4C Coupé, biplace à propulsion, se positionne comme une concurrente directe des Lotus Evora et Porsche Cayman. Elle est produite en très petite série à la cadence de 3 500 exemplaires par an dans l'usine Maserati de Modène. D'un point de vue esthétique, elle se distingue surtout par sa calandre en scudetto atypique et par son profil ultra compact (4 mètres de long, 2 m de large et moins d'1,20 m de haut).
En novembre 2019, Alfa Romeo annonce officiellement la fin de production et de commercialisation, faute de ventes suffisantes.

### Moteur et performances
La 4C utilise un nouveau moteur de 1 742 cm3 TBi tout en aluminium, qui, monté en position centrale, développe 241 ch DIN. Grâce à l'utilisation de fibre de carbone et d'aluminium pour le châssis et de fibre de carbone et fibre de verre pour la carrosserie, la 4C ne pèse que 895 kg (à sec). Ce rapport poids/puissance, inférieur à 4 kg/ch, lui permet de réaliser le 0 à 100 km/h en moins de 4,5 secondes (4.2 secondes en mode race) et d'atteindre une vitesse de pointe maximale de 258 km/h.
Côté transmission, elle est équipée d'une boîte six-vitesses Alfa TCT à double embrayage. Ce système se comporte comme si l'on disposait de deux boîtes distinctes. La vitesse est engagée alors que le rapport précédent est encore en prise, afin d'éviter toute latence. Les commandes « shift paddles » (palettes) sont situées derrière le volant.
Déjà présent sur la MiTo et la Giulietta, le système DNA (pour « Dynamic, Normal et All weather ») permet de choisir entre trois modes de conduite : « sportive », « normale », ou bien « toutes conditions climatiques ». Un quatrième mode, « Race », est disponible. Ce dernier permet de déconnecter toutes les aides à la conduite. Dans les faits, le sélectionneur DNA fait varier la dureté de la direction, des suspensions, la réponse à l'accélération et le degré d'intervention des aides à la conduite. Alfa Romeo a l'intention de faire de ce coupé sportif, l'ambassadeur de la technologie DNA.
L'aérodynamique a été particulièrement soignée. Son coefficient de traînée (Cx) de 0,34 est le meilleur jamais enregistré sur un véhicule avec des charges déportantes. De plus, le châssis entièrement en carbone (la base du châssis ne pèse que 60 kilos) propose une rigidité très élevée pour une voiture de série.

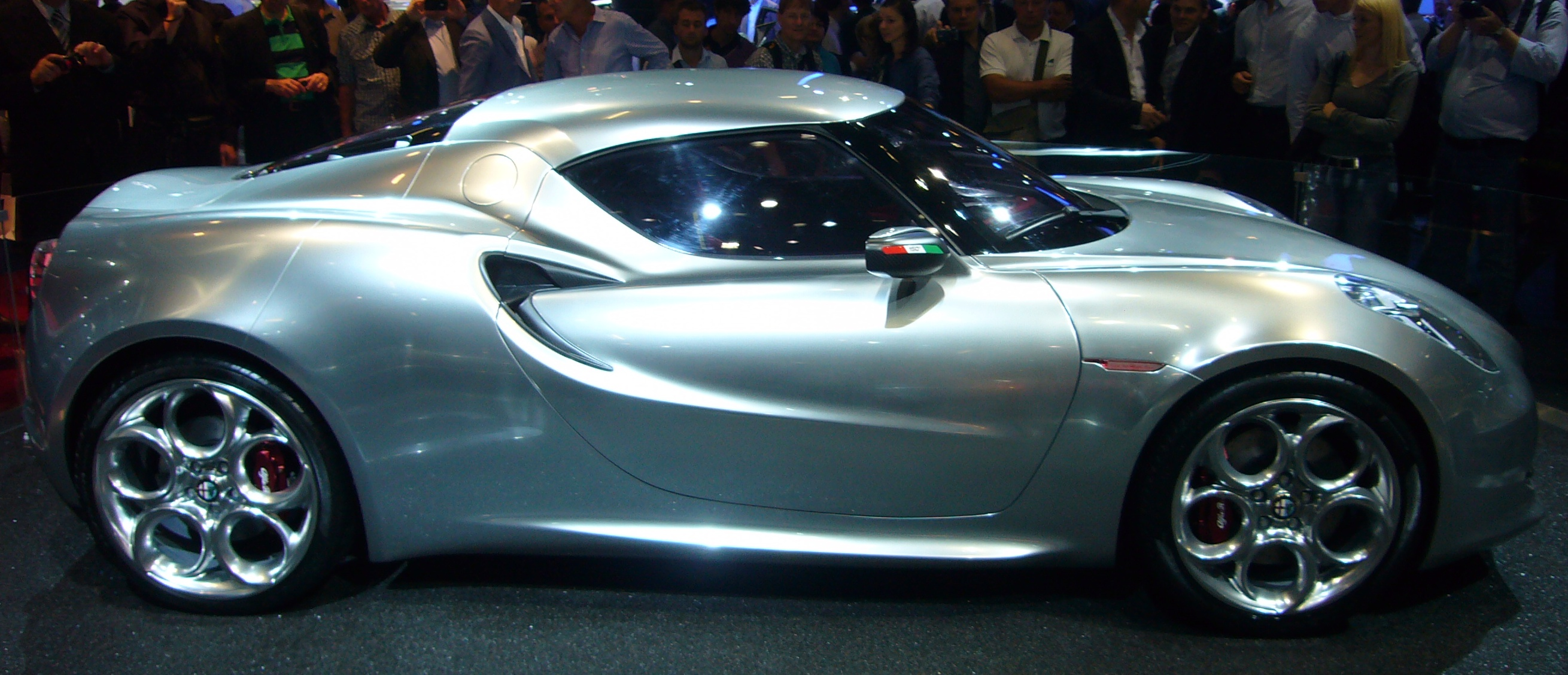
Vue latérale d'une 4C en livrée « Fluid Metal »

### Équipement
Afin de pouvoir afficher un poids en dessous des 900 kilos à sec, les vitres ne font que 4 mm. Les lève-vitres électriques, la radio et la climatisation sont offerts en option gratuite.

### Galerie

Prototype
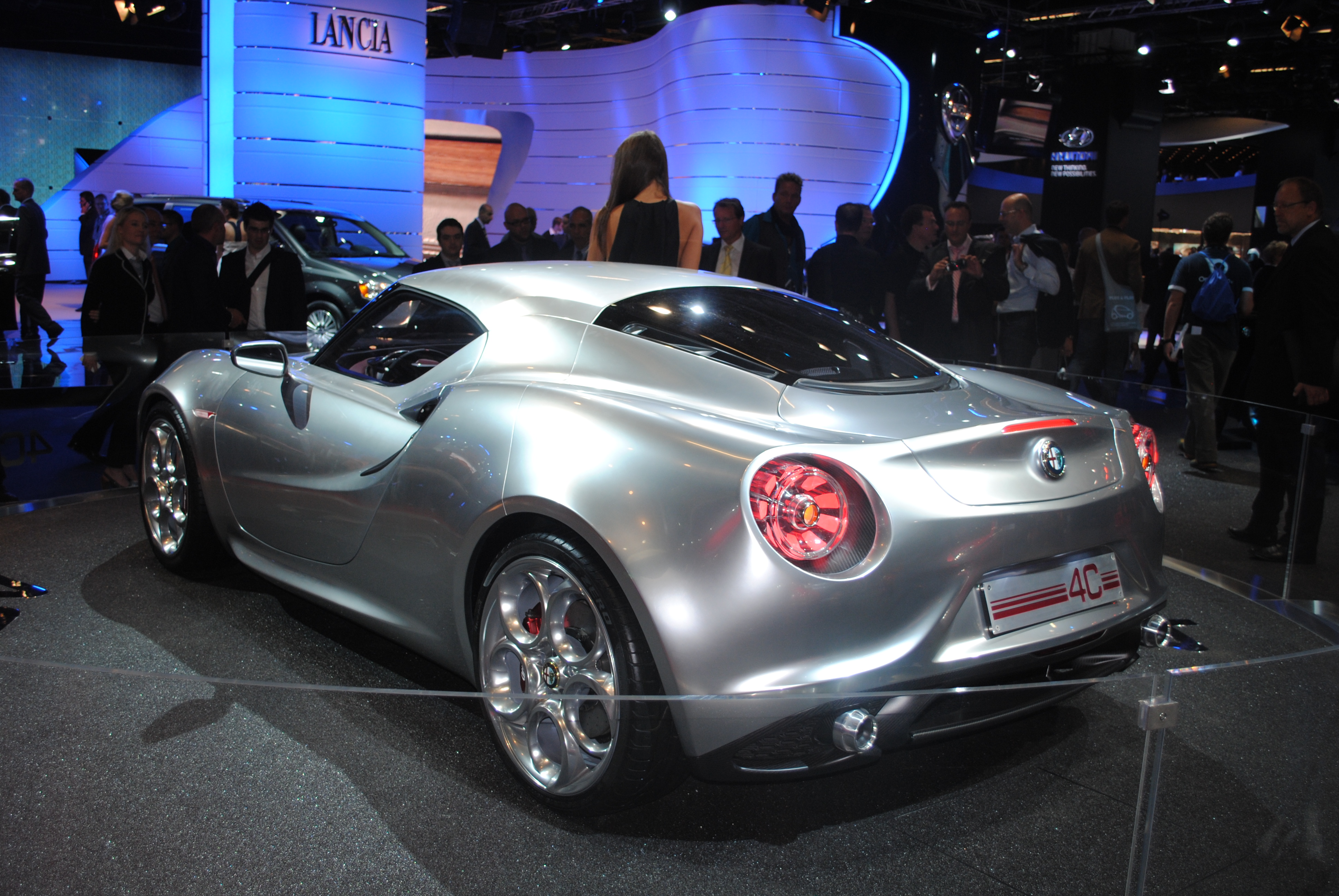
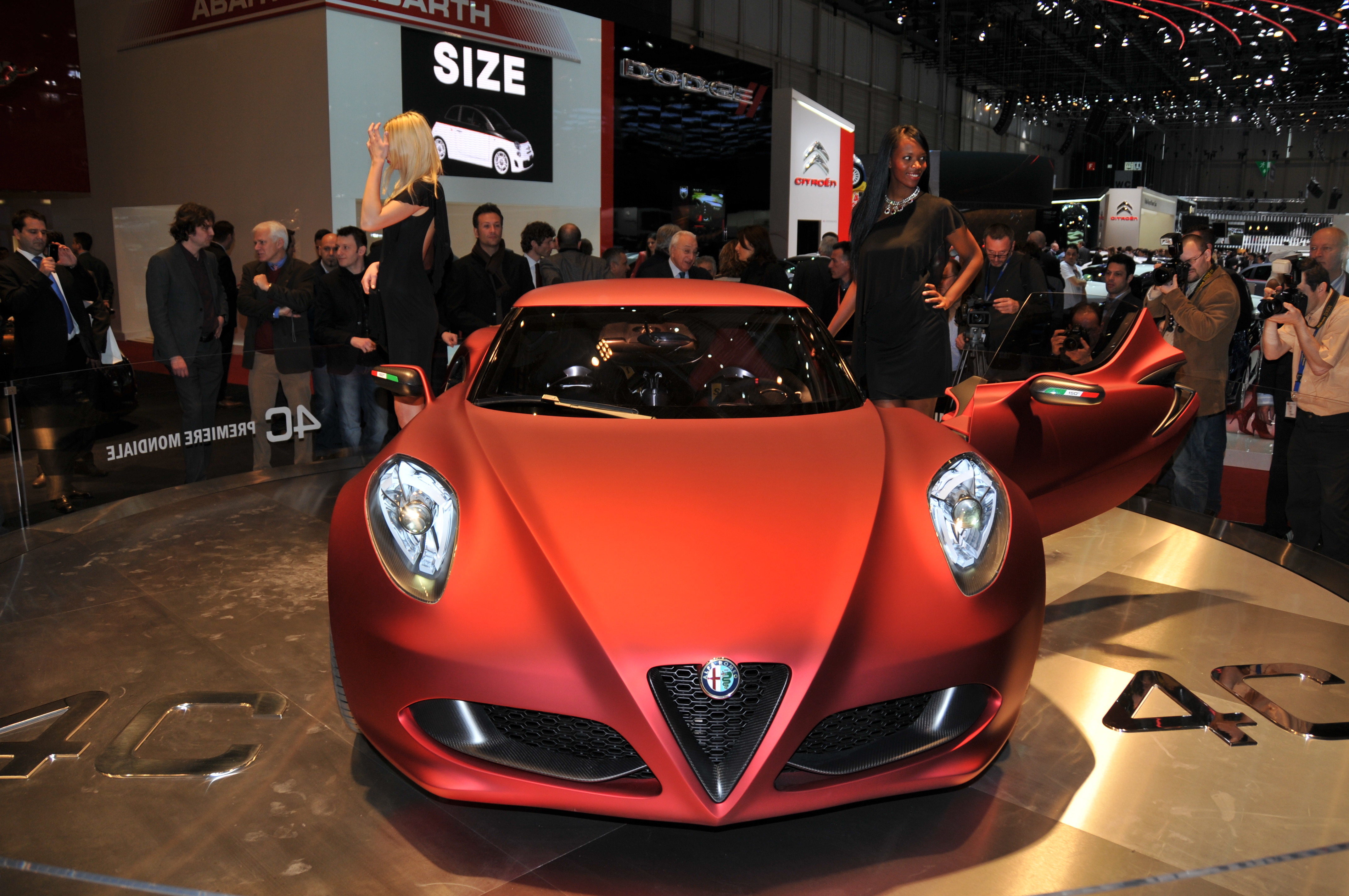
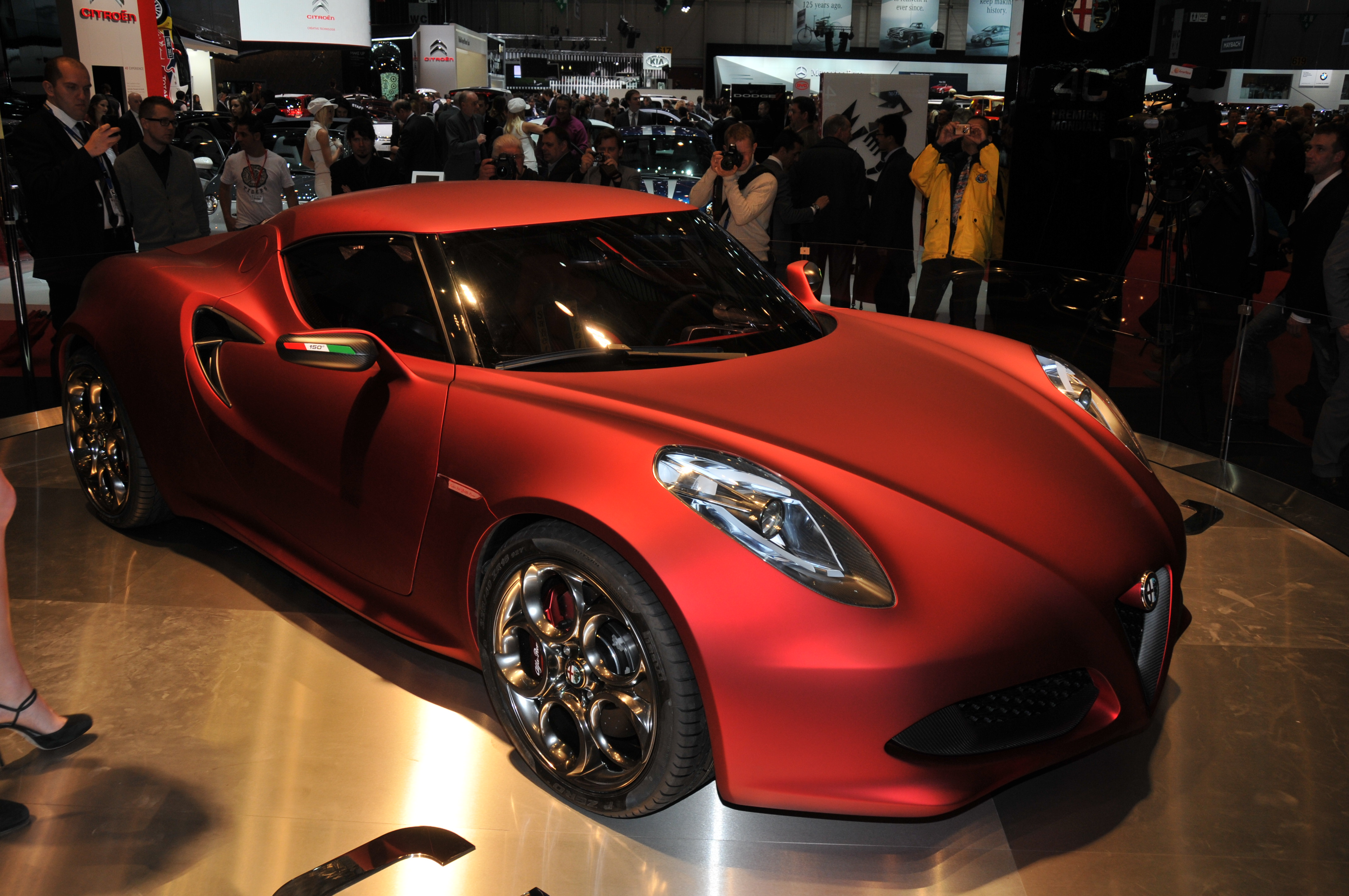
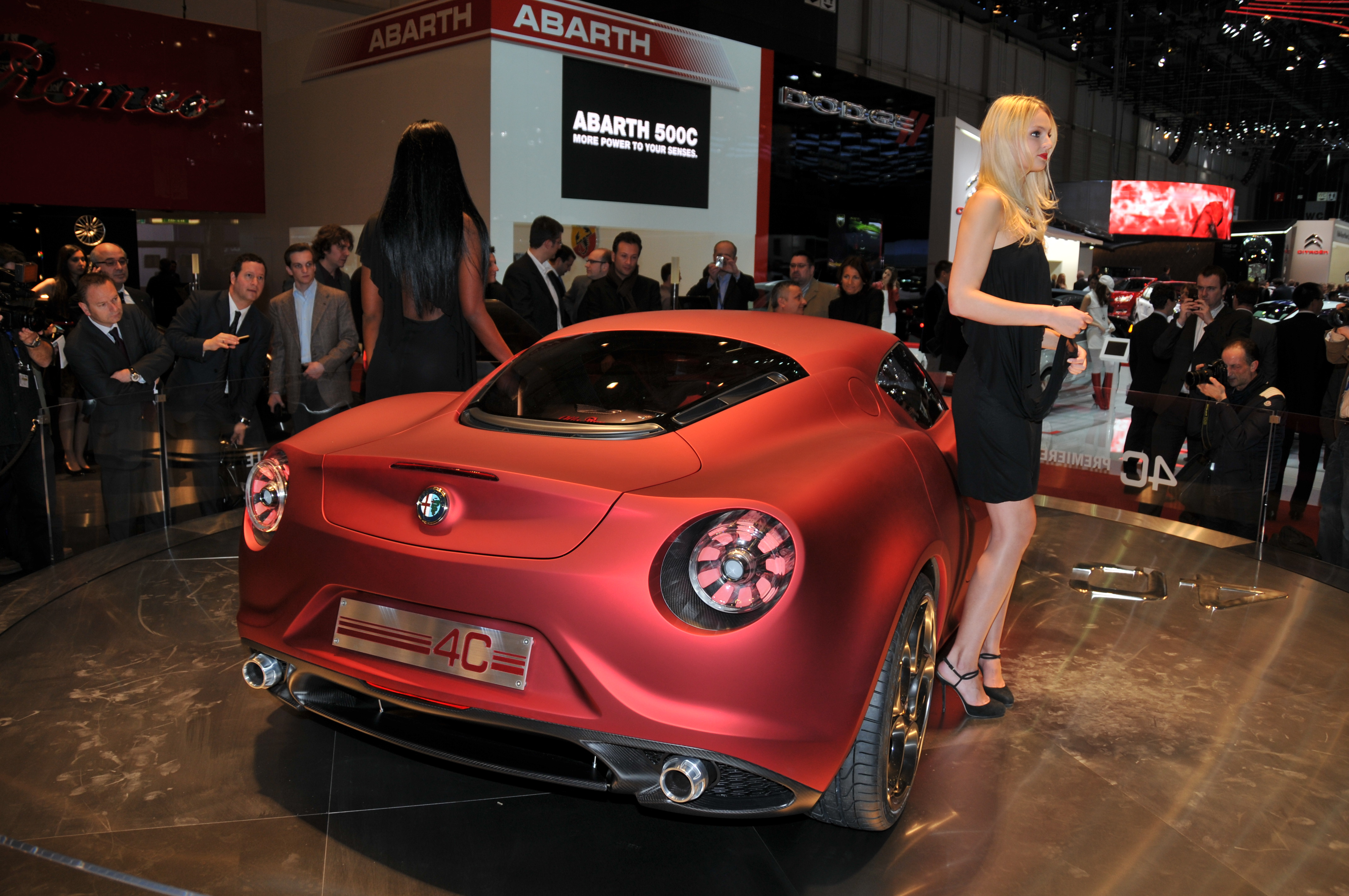
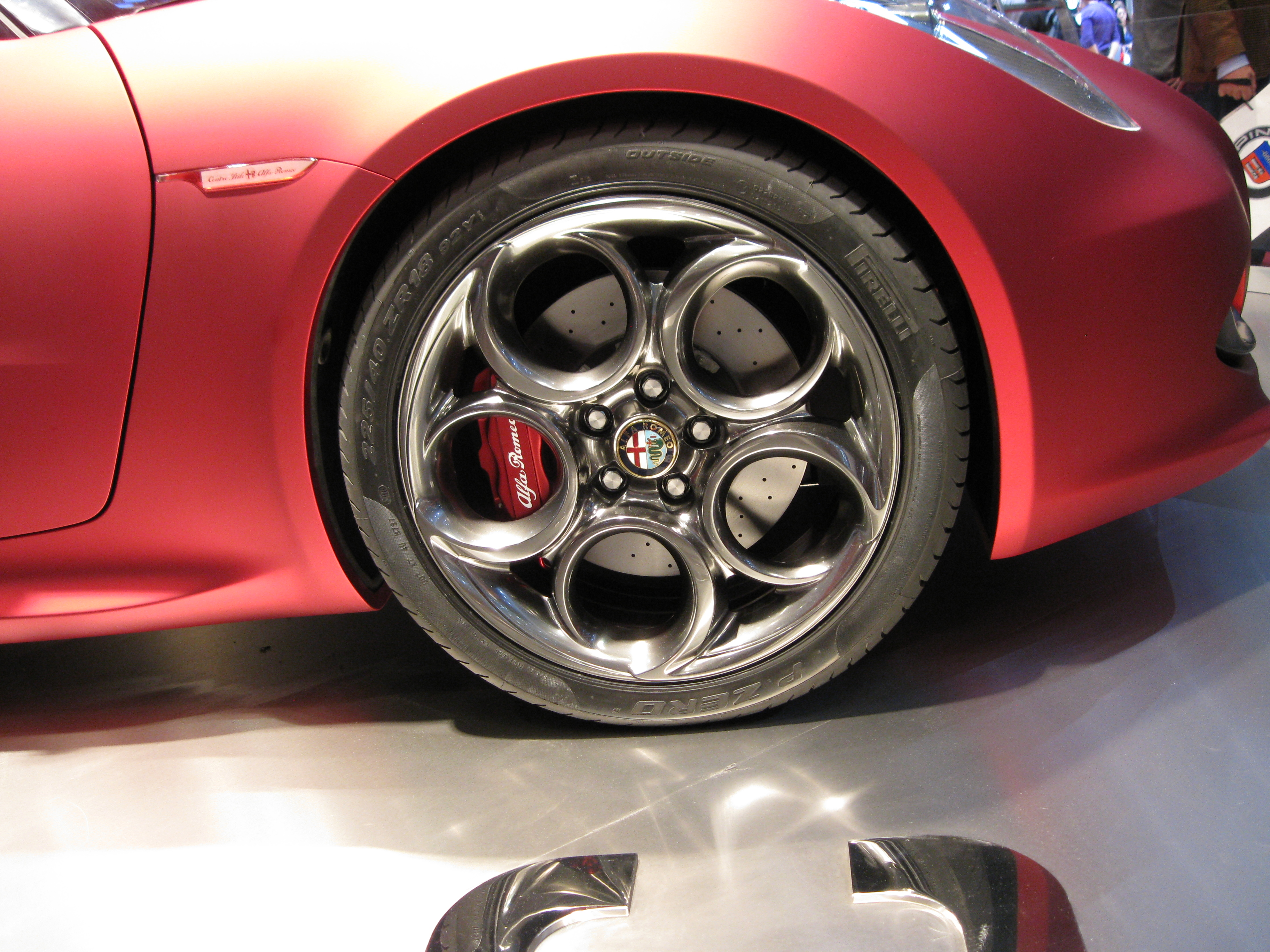

### Séries limitées
- Launch Edition
- Limited Edition
- Edizione Speciale
- Competizione[7]
- 33 Stradale Tributo, limitée à 33 exemplaires aux États-Unis[8], elle rend hommage à la 33 Stradale de 1967.

### La 4C Coupé version États-Unis
Avec ce nouveau modèle, le constructeur italien a décidé de revenir en 2014 sur le marché nord-américain d'où il était absent depuis 1995. Il lui a fallu adapter très légèrement la voiture pour satisfaire aux critères d'homologation locaux. Ces différences sont esthétiques et minimes ; elles comprennent :
- les phares sont carénés, ils abandonnent leur structure intérieure  matériau composite avec ampoules à LED indépendantes (appelée « en araignée » aux États-Unis) pour adopter un système traditionnel qui sera repris sur le spider ;
- le pare-chocs arrière comporte deux éléments bombés au droit de la plaque d'immatriculation ainsi qu'une nouvelle sortie d'échappement[10],[11],[12]. La voiture a été présentée officiellement au public américain lors du Salon de l'automobile de New York en avril 2014[11].

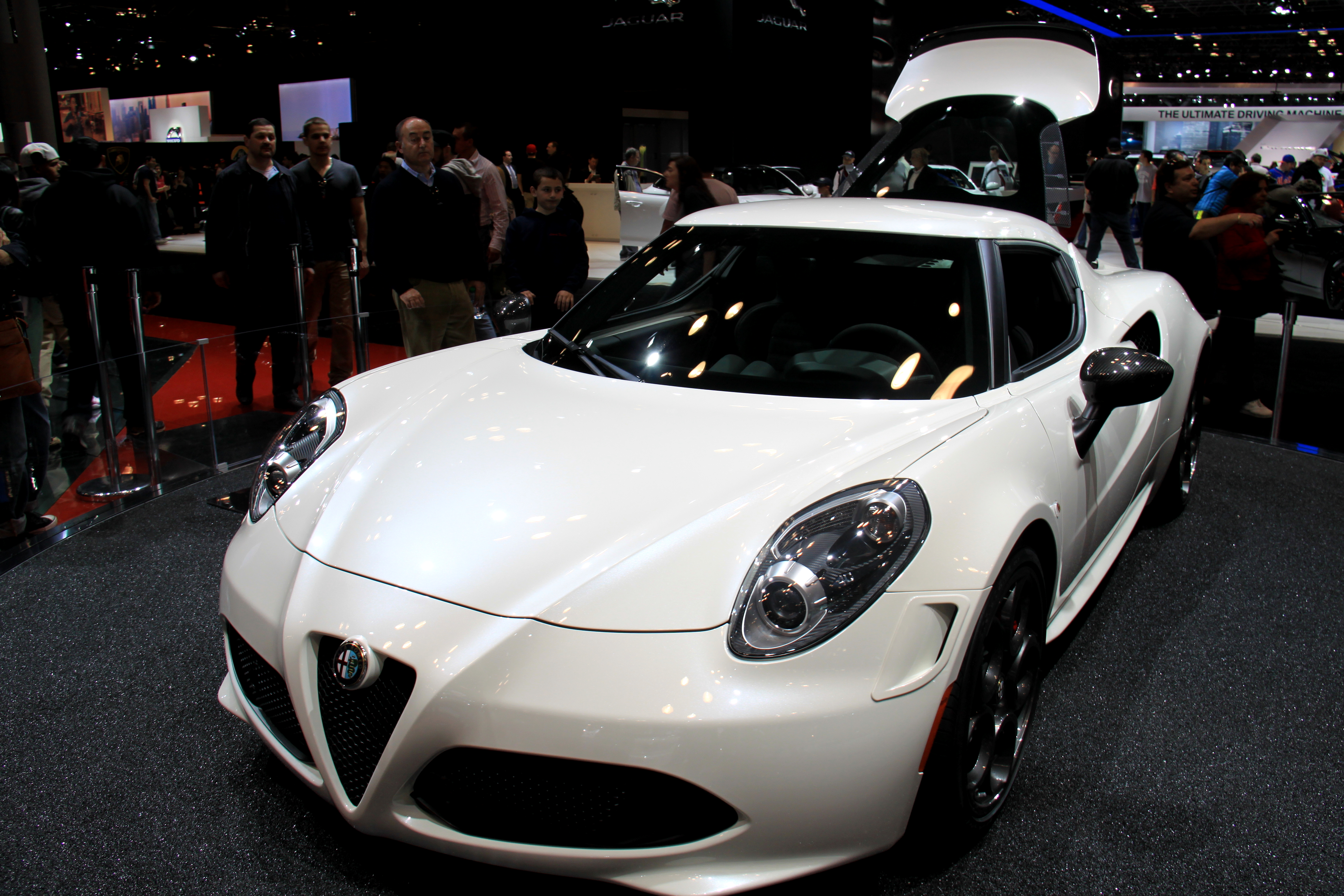
L'Alfa Romeo 4C version États-Unis avec les phares classiques carénés

Le poids à vide de la voiture passe à 1050 kg, soit 155 kg de plus provenant des renforts en aluminium ajoutés à la structure en fibres de carbone pour satisfaire aux normes NHTSA. Cette version atteint la vitesse maximale de 257,5 km/h et passe le 0-100 km/h en 4 secondes. Le moteur est identique à celui de la version européenne, le 1750 TBi avec la boîte de vitesses séquentielle Alfa TCT. Il développe 237 Ch avec un couple de 350 N m,,.

## Production
Tableau récapitulatif de la production selon les données statistiques ANFIA, (équivalent du CCFA français) :
| Année | Alfa Romeo 4C |
| ----- | ------------- |
| 2013  | 232           |
| 2014  | 2 049         |
| 2015  | 3 507         |
| 2016  | 1 925         |
| 2017  | 741           |
| 2018  | 553           |
| 2019  | 110           |
| 2020  | 78            |
| 2021  | n.c.          |

### Alfa Romeo 4C Pogea Racing Centurion
Le designer et atelier allemand Pogea Racing crée une Alfa Romeo 4C en version sportive pour 2015, mais sa date de commercialisation n'a pas encore été prévue.

## Alfa Romeo 4C Spider
Au mois de mars 2014, Alfa Romeo présente officiellement la version spider, la 4C Spider. Bien qu'elle ait été baptisée spider, c'est techniquement une version Targa car elle ne dispose pas d'une carrosserie décapotable mais dispose d'un toit rigide amovible.

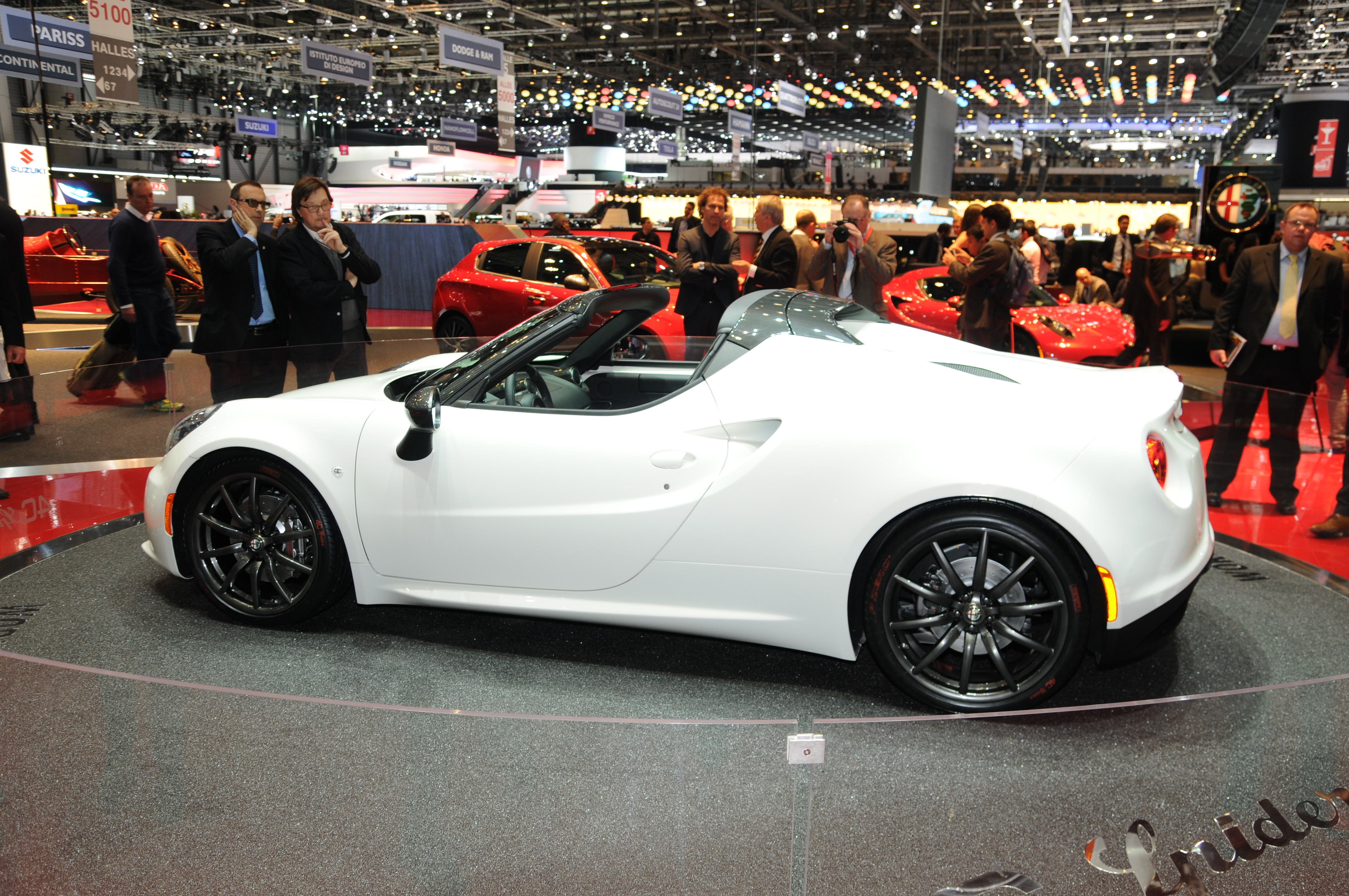
La 4C Spider, version targa de l'Alfa 4C

La spider comporte quelques différences substantielles par rapport à la version Coupé/ Le parebrise a été modifié à la suite de modifications structurelles ; il peut être en fibres de carbone en option. La voiture est finie de façon plus luxueuse. La destination étant plus GT que course ; la recherche de la légèreté de l'ensemble et des prestations est moins évidente. La qualité Alfa Romeo est plus visible à l'œil nu.
À l'extérieur, les phares reprennent ceux adoptés sur la 4C Coupé États-Unis.
Les suspensions ont été revues pour offrir au pilote le même feeling de conduite que dans le Coupé. Enfin, parmi les nouveautés apportées sur cette version, il faut signaler la livrée Blanc brillant Tristré et les nouvelles jantes en alliage léger de 18” à l’avant et de 19” à l'arrière.
La voiture a été présentée en avant première au Salon international de l'automobile de Genève en mars 2014, avec un modèle « pilote »,.
La commercialisation de ce modèle est programmée pour le début d'année 2015.

## Séries limitées
- Launch Edition limitée à 500 exemplaires produit (Europe) pour le lancement de la 4c avec toutes les options catalogue pack Carbone pack Racing ainsi deux couleurs disponibles Rouge Alfa et une couleur spécifique Carrara white blanc mat irisé seulement 125/500 exemplaires
- Limited Edition limitée à 50 exemplaires produit le 21 avril 2016.
- Edizione Corsa limitée à 35 exemplaires pour la Belgique. Série limitée présentée lors du rallye de Knokke « Zoute Grand Prix 2016 » Le petit bolide se démarque par une robe évoquant fièrement les modèles de compétition de la marque. Des modèles qui se remarqueront aisément par leur robe rouge balafrée d’une bande blanche numérotée (1 à 35).
- Edizione Speciale[24] : limitée à 67 exemplaires produit en 2018.
- Competizione
- Italia[7] : limitée à 108 exemplaires produit en 2018.

## Jeux vidéo
La 4C est présente dans les jeux vidéo Need for Speed: Most Wanted, GRID 2, CSR Racing, Assetto Corsa, DriveClub, The Crew, ainsi que dans Forza Horizon 2, Forza Motorsport 6 , Forza Horizon 4 et 5, Gran Turismo Sport et 7 ou encore Asphalt 8: Airborne